# Perlez
Perlez (srpski: Перлез, mađarski: Perlasz, nje. Perlas) je naselje u Banatu u Vojvodini u sastavu općine Zrenjanin.

## Zemljopis
Nalazi se na rijeci Begeju u blizini Tise, nedaleko od ušća u Dunav.

## Povijest
Naseljeno u prapovijesti. Nađeni nalazi badenske kulture: grobovi, keramika (zdjele, antropomorfne urne) i dr.
Na mjestu gdje je danas Perlez bilo je selo zvano Siga. 1708. godine ovdje je podignuta prva crkva Uspenja Presvete Bogorodice. Stradala je u pustošenju 1848. godine. 1717. godine ovdje je bilo 30 kuća. Za koju je godinu podignuta utvrda Šanac. U tvrđavi je bila crkva, od jednostavnog materijala. Ispod je te utvrde 1752. godine podignuto novo selo. Podigao ga je predsjednik državne blagajne za pokrajinu Temišvar grof Perlasz. Selo je dobilo ime po njemu. Prvi naseljenici koje je pozvao bili su pravoslavni živalj. Uslijedio je poziv katoličkim Nijemcima, a Hrvati su došli 1760. godine.
Nalazilo se u Vojnoj krajini i postalo je zapovjedno mjesto. Katoličkom crkvenom organizacijom Perlez je pripao čanadsko-temišvarskoj biskupiji, a pravoslavnom crkvenom organizacimom Bečkerekom protopopijatu temišvarske eparhije. Srbi u Perlezu bili su s potiske i Moriške granice.
U 18. i 19. stoljeću u Banat se intenzivno naseljava Nijemce i Madžare, ali dolaze i Hrvati podrijetlom iz Like i modruškoga kraja te okolice Petrinje i Gline. Hrvati su se nastanili oko 1765. u Opovi, Starčevu i Borči te već od 1760. Perlezu. Varoš Perlez dobila prvog katoličkog svećenika 1759. godine. 1770. je godine osnovana župa. Ranije je pripadala Bečkereku u svojstvu filijale. 1777. je izgrađena katolička crkva o trošku riznice. Sveti Maksimilijan je bio prvi patron crkve. 
1789 god. ovdje je bilo 345 graničarskih kuća. Školsku zgradu Perlez nije imao, ali je imao školu. Bila je tu još pravoslavna crkva, časnički stanovi te štala sa šupom-svratište.  1804. biskup je naredio promjenu naslova katoličke crkve, pa je od tad naslov Bezgrešno Začeće Blažene Djevice Marije. 
Od 1808. datira današnja pravoslavna crkva. Gradnja je dovršena 1812., a mnogo su pomogli ruski carevi, koji su za pravoslavnu crkvu u Perlezu donirali 5000 forinta.
1811. je godine ovdje su bile 364 kuće. Stanovnici su bili Srbi, a većina nesrba otpadala je na Nijemce, a u manjem broju na Hrvate. Smatra se da je već tada možda bilo i Mađara. 1848. u ratnim pustošenjima tijekom mađarske revolucije stradala je pravoslavna crkva. 2. rujna 1848. ovdje se odvila bitka kod Perleza između mađarskih snaga i južnougarskih Srba. 
 Katolička crkva stradala je za vrijeme vojnih operacija 1849. godine. Popravljena je 1850. godine.
1910. godine već je bio veliko selo. Imalo je 979 kuća i 6.190 stanovnika. Prevladavala su tri naroda: Srbi, Nijemci i Hrvati. Selo je bilo dobro infrastrukturno opremljeno. Imali su sreski sud i sresku štedionicu, katastar, štednu zadrugu, ispostavu Pančevačke narodne banke i ispostavu ispostavu južno-Mađarske privredne banke, poštu, brzojav i parni mlin.
Poslije Prvog svjetskog rata ovaj kraj pripao je Kraljevini SHS. 1925. godine Perlez je željeznicom povezan preko Titela s Novim Sadom i preko Orlovata s Velikim Bečkerekom i Pančevom. 1926. godine dobio je električnu struju, iz Titela. Ipak, zaostao je u razvitku za jakim regionalnim središtem, Velikim Bečkerekom.
U Drugom svjetskom ratu selo su oslobodile snage Titovih partizana i Crvene armije 4. listopada 1944. godine. Kolonizacija Vojvodine dotakla se i Perleza. Od proljeća 1945. godine stizali su kolonisti. Stizali su u skupinama, a najveća još ratnog travnja 1945. godine. Ukupno je doselilo 123 domaćinstva, a neki su se kolonisti vratili u rodni kraj, pa je saldo bio 118 domaćinstava. U Perlez su došli kolonisti iz Bosne i Hercegovine i Hrvatske. Nijemci su se raselili poslije drugog svjetskog rata. Hrvati su se u velikom broju raselili poslije raspada Jugoslavije, mobilizacija po Vojvodini i srpskog pohoda na Hrvatsku. U Titovoj Jugoslaviji postao je općina kojoj su pripala naselja Botoš, Čenta, Farkaždin, Knićanin, Orlovat i Tomaševac. Do 1960-ih je pripao Zrenjaninu.
Danas je katolička crkva u Perlezu filijala župe u Opovu.

## Kultura
U selu je srpska pravoslavna crkva Uspenja Bogorodice i katolička crkva Bezgrešnog začeća Blažene Djevice Marije.

## Stanovništvo
Stanovništvo Perleza:[nedostaje izvor]
- 1948. 	4.528
- 1953. 	4.623
- 1961. 	4.881: 4175 Srba, 372 Hrvata, 165 Mađara i ostali
- 1971. 	4.458: 3736 Srba, 286 Hrvata, 146 Mađara i ostali
- 1981. 	4.283: 3511 Srba, 197 Hrvata, 115 Mađara, 102 Roma i ostali
- 1991. 	3.880 (metodologija 1991.), 3.808 (metodologija 2002.): Srbi 3333 i ostali
- 2002. 	3.888 (metodologija 1991.), 3.818 (metodologija 2002.)

U naselju Perlez živi 3.818 stanovnika, od toga 3.108 punoljetnih stanovnika, prosječna starost stanovništva iznosi 41,3 godina (39,7 kod muškaraca i 42,9 kod žena). U naselju ima 1.284 domaćinstava, a prosječan broj članova po domaćinstvu je 2,97. U Perlezu živi i veća hrvatska zajednica.Jedan dio ljudi hrvatskog pdrijetla se izjašnjava u smislu jugoslavenstva ili regionalne pripadnosti. Perleški Hrvati su većinom Šokci i tijesno su povezani s Hrvatima iz Slankamena u Srijemu.
| Etnički sastav 2002. |            |        |
| Narod                | Stanovnika | %      |
| Srbi                 | 3.333      | 87,29% |
| Romi                 | 83         | 2,17%  |
| Jugoslaveni          | 70         | 1,83%  |
| Mađari               | 62         | 1,62%  |
| Hrvati               | 44         | 1,15%  |
| Slovaci              | 16         | 0,41%  |
| Bugari               | 9          | 0,23%  |
| Crnogorci            | 8          | 0,20%  |
| Ukrajinci            | 6          | 0,15%  |
| Rumunji              | 5          | 0,13%  |
| Bunjevci             | 4          | 0,10%  |
| ostali               | 6          | 0,15%  |
| nepoznato            | 97         | 2,54%  |

| broj stanovnika | 4528  | 4623  | 4881  | 4458  | 4283  | 3880  | 3818  |
|                 | 1948. | 1953. | 1961. | 1971. | 1981. | 1991. | 2001. |

## Poznati
- Branislav Dimitrijević, hrvatski pravnik i ekonomski pisac
- Bogomil Karlavaris, srpski slikar, sveučilišni slikar i pedagog
- Otto Alscher, rumunjsko-njemački i austrijski pisac
- Arsen Teodorović , srpski slikar
- prof dr Dušan Miškov, profesor Medicinskog fakulteta u Novom Sadu
- Stojanka Novaković- Stoja, estradna umetnica

## Vanjske poveznice
- Karte, položaj i zemljopisni položaj
- Panoramio  Arhivirana inačica izvorne stranice od 27. rujna 2016. (Wayback Machine) Katolička crkva u Perlezu